# Маалє-Адумім
Маалє-Адумім (івр. מַעֲלֵה אֲדוּמִּים) — ізраїльське місто в Юдеї, на Західному березі річки Йордан. Розташований у Юдейській пустелі, у 8 км на схід від Єрусалиму. Населення на 2013 рік — близько 37 тис.

## Назва
Назва «Маалє адумім» буквально означає на івриті «Червоний підйом». У біблійні часи так називався значимий торговий і військовий шлях, що підіймався від Єрихону до Єрусалиму по гірському коридору через район скель, що мають червонуватий колір за рахунок вмісту фосфору в породі (пор. ар. «Тал'ат а дам»).
Цей коридор згадується двічі в книзі Ісуса Навина у зв'язку з визначенням кордону між наділами колін Юди і Веніяміна (Нав 15:7, 18:17). «Червоний підйом» визначений там як такий, що проходить південніше «Ущелини» (з визначеним артиклем, тобто ніби «Головної Ущелини»), яку прийнято ідентифікувати з непересихаючою і найбільш водоносною в регіоні ущелиною Прат (ар. «Ваді ел кельт»).

## Історія
Сучасне місто засноване в 1975 році уздовж дороги Єрусалим—Єрихон. На міській території розташовані ряд пам'яток, серед них — руїни стародавньої фортеці. Саме місце згадується ще в давньоєгипетських джерелах під назвою «Адам» і в книзі Ісуса Навина (15:7). Поселення тут існувало, очевидно, в усі історичні періоди, а фортеця була побудована хрестоносцями і називалася «Кастель Руж» (тобто «Червона фортеця»). Укріплення не було зруйновано, а аюбідський правитель Салах ед Дін пізніше перебудував його і використав. У турецькі часи тут була поліційна станція, підірвана англійцями. До Шестиденної війни Йорданія, що з 1948 року окупувала ці райони, тримала тут військовий пост. У наш час при будівництві сучасного міста були виявлені значні руїни монастиря св. Мартіруса візантійських часів з величезною багатобарвною мозаїчною підлогою, а трохи нижче монастиря є монастирські маслодавильні з добре збереженими ваннами і жолобами для оливкової олії.

## Населення
Чисельність населення Маалє-Адумім — близько 37 тисяч чоловік. Близько чверті населення — вихідці з СНД. Більшість жителів міста працюють у Єрусалимі і в промисловій зоні Мішор-Адумім.

## Міські райони
- «Га-Нхалім» (струмки) — головна вулиця з такою ж назвою, і вулиці, що носять назви ізраїльських струмків, в алфавітному порядку.
- «Авней га-Ґошен» — головна вулиця «Натів га-Ефод», і вулиці з назвами дорогоцінних каменів. Також у цьому районі розташований старий торговий центр «Кікар Ягалом».
- «Міцпе Нево» — складається з двох вулиць — «Міцпе Нево» і «Ґільґаль». Район вважається релігійним (у ньому в основному проживають англомовні релігійні євреї), і при в'їзді стоїть покажчик з проханням не в'їжджати в район у Шабат. Також у районі знаходиться єшива «Біркат Моше».
- «Прі Меґадім» — вулиці району носять назви відомих фраз і висловів з Пісні Пісень.
- «Цемах га-Саде» — вулиці цього району носять назви рослин.
- «Нофей га-Села» — вулиці цього району носять назви каменів і видів гірської породи.
- «Клей Шир» — вулиці носять назви біблійних музичних інструментів.
- «Га-Мецадім» — головна вулиця «Га-Мецадім». Там знаходяться руїни монастиря Мартіріуса візантійської епохи.
- «Месу» — головна вулиця — «Нетів Месу»
- «Мішор Адумім» — промислова зона.

## Транспорт
Автобуси: 174, 175, 176, 177, 12, 124 та інші (кооперативу «Егед»).

## Освіта
- Центр «Пісгá» — різні курси для підвищення кваліфікації вчителів.
- Середня школа «Декель Вільнаї» — по суті, ділиться на дві частини: «Алеф» і «Бет». Колись була однією школою, але через велику кількість учнів довелося добудувати і відокремити будівлю.
- Вища школа «Декель Вільнаї» — школа для старшокласників, і до вищевказаної «Декель Вільнаї» відноситься тільки однаковою назвою, не більше того (ця школа знаходиться в іншій частині міста).
- Початкова школа.

## Культура і пам'ятки міста та околиць
- Музей Моше Кастеля[3][4]
- Руїни монастиря авви Мартирія

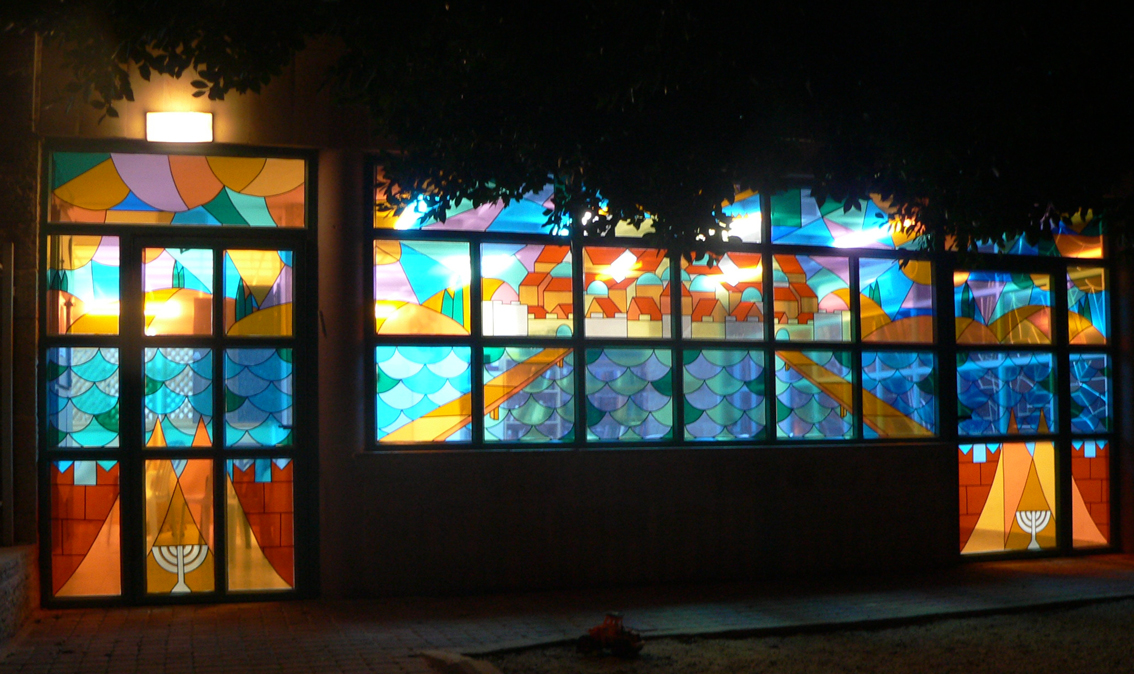
М. Яхілевич. Дизайн зовнішньої стіни з символом Махнаїм

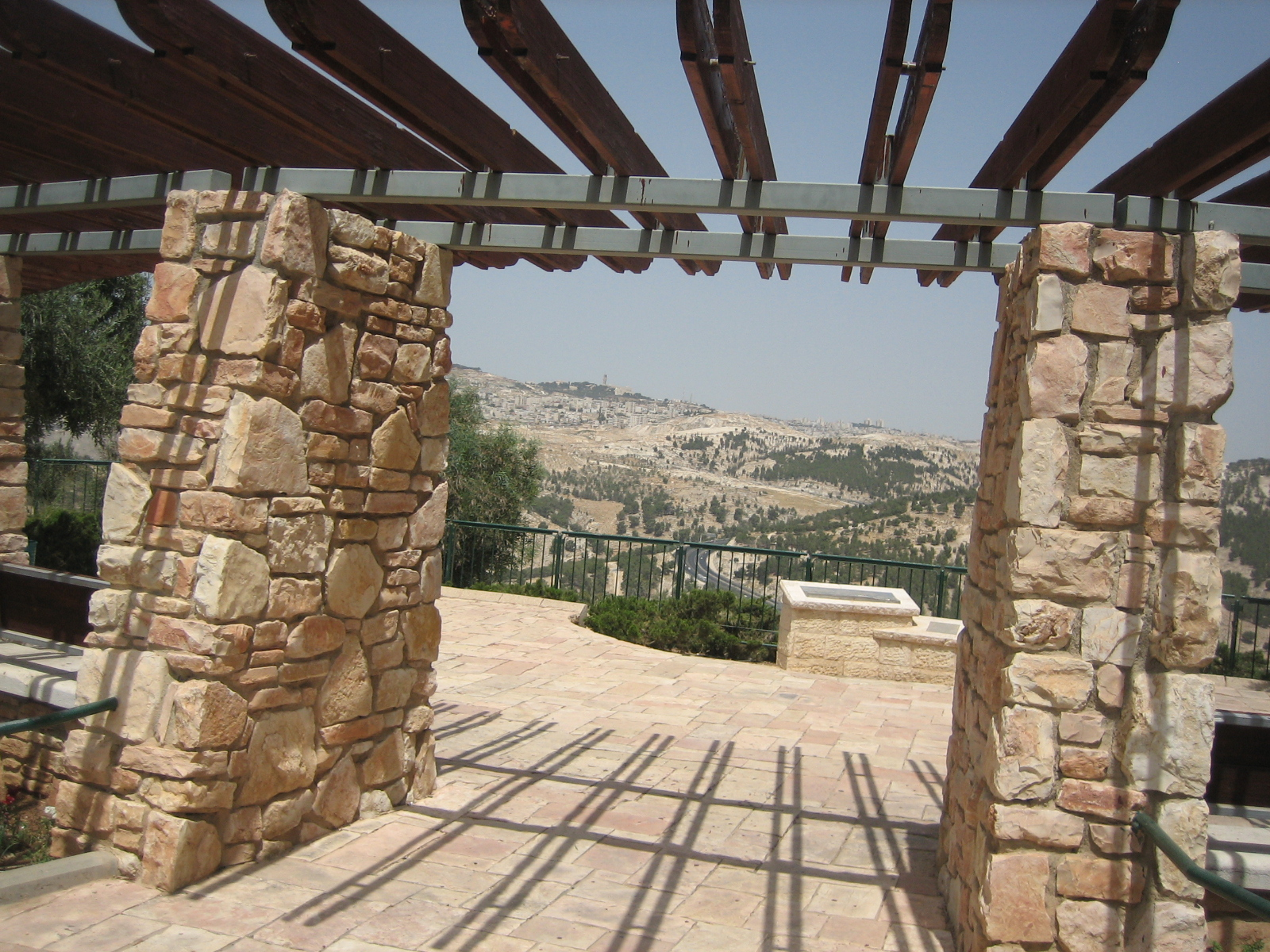
Спостережний пункт у сторону гори Скопус (Єрусалим)

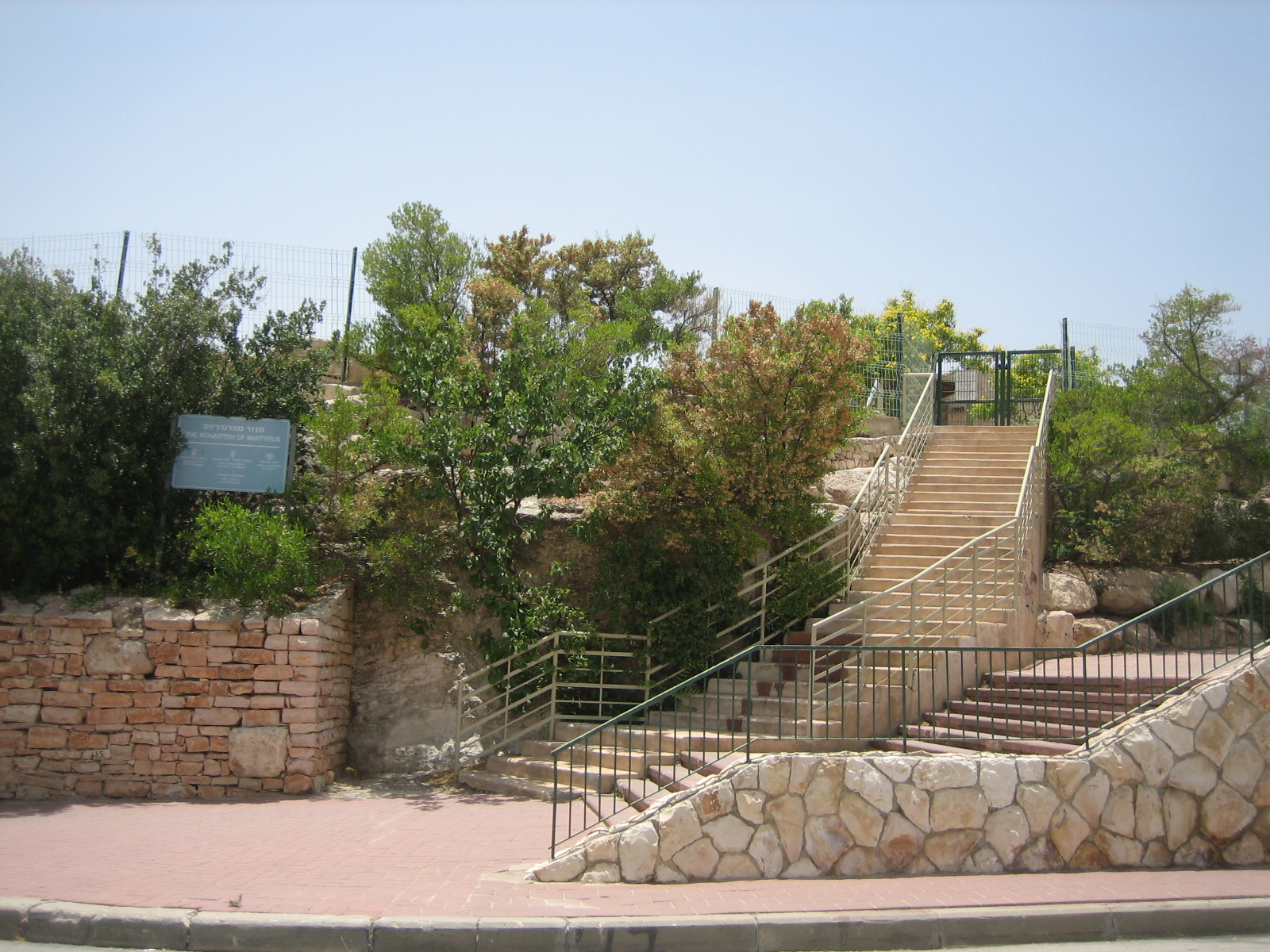
Археологічний парк «Мартіріус»

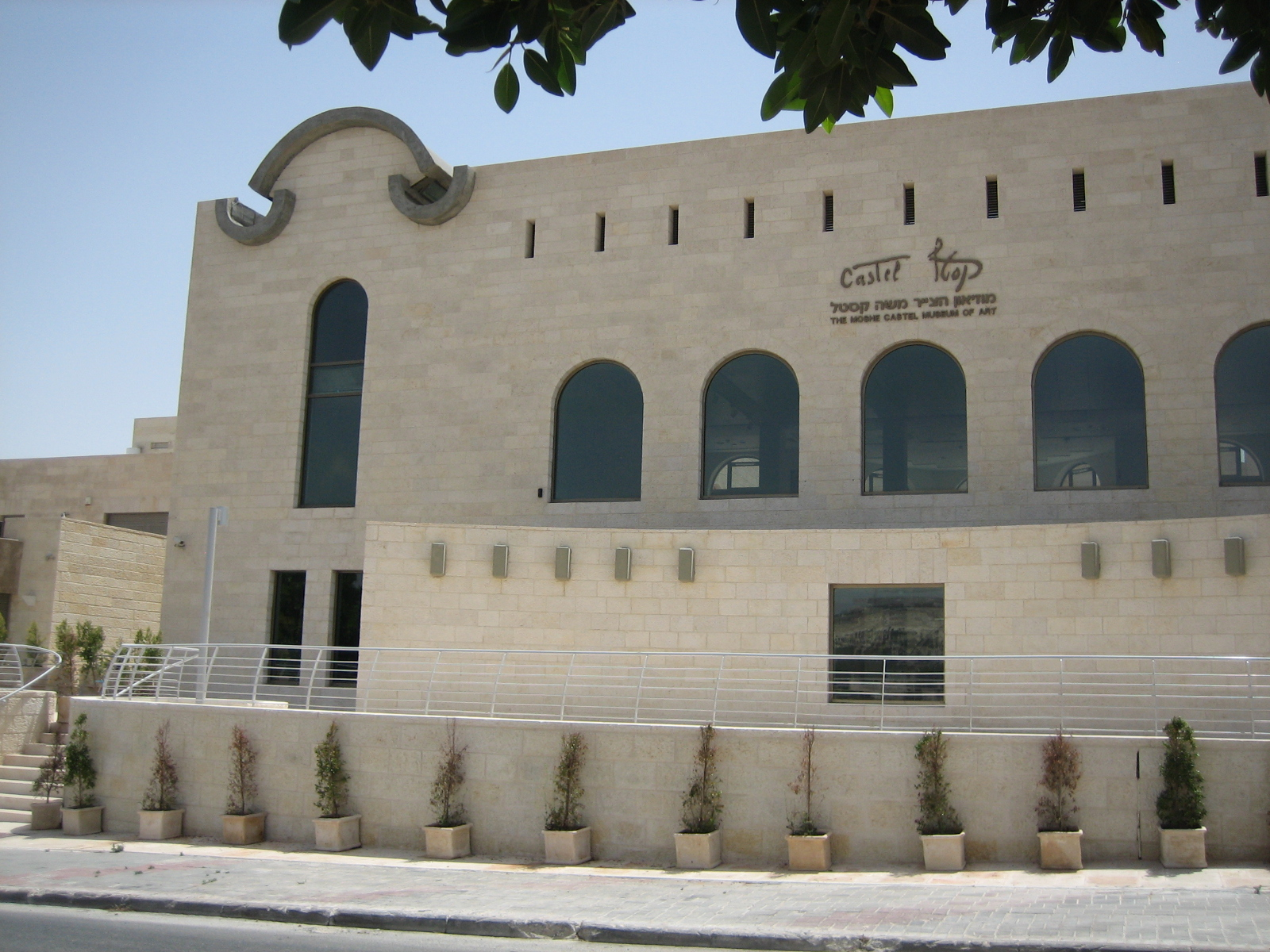
Художній музей Моше Кастеля

- Художнє оформлення синагоги Махнаїм
- Спостережний пункт з видом на Єрусалим Міцпе Една.

|  |  |  |  |

|                   |  |  |  |
| Види Маалє-Адумім |  |  |  |